# Superjob
Superjob.ru — IT-сервис по поиску работы и подбору сотрудников.

## История развития
Проект Superjob был создан в феврале 2000 года компанией по разработке и поддержке сайтов «Триумвират Девелопмент». Изначально он задумывался как сайт кадрового агентства, но затем стал самостоятельным бизнесом для создателей. Переломным моментом в истории портала стал 2002 год, когда ресурс перешел на коммерческую модель работы и из бесплатной доски объявлений о вакансиях и резюме был перепрофилирован в коммерческий портал.
В 2019 году компания SuperJob заняла 19 позицию в рейтинге «20 самых дорогих компаний Рунета — 2019», опубликованном журналом Forbes. По оценкам экспертов компания занимала более 20 % на рынке онлайн-сервисов поиска работы, её оценочная стоимость в 2019 году составила 93 миллиона долларов.
В 2021 году компания заняла 18 место среди 30 самых дорогих компаний Рунета по версии Forbes с оценочной стоимость 339 млн долларов.

## Образовательная деятельность
Портал проводит бесплатные онлайн-вебинары, где эксперты делятся знаниями в области трудового права и кадрового делопроизводства.
Есть специализированные телеграм-каналы «SuperJob — кадры» и «SuperJob — HR» для специалистов по кадрам и управлению персоналом, онлайн-журнал «Набор выживания кадровика».
В 2022 году портал запустил бесплатный видеокурс «Онлайн-школа соискателей», которые охватывают ключевые этапы поиска работы, и журнал «Оффер» о вопросах поиска работы, карьерного и профессионального развития навыков кандидатов.

## Исследовательская деятельность
В январе 2005 года на базе портала был создан исследовательский центр. Его аналитики проводят исследования рынка труда РФ с целью мониторинга по темам: зарплатных предложений, востребованных специальностей, качества обучения в ВУЗах и др. Результаты исследований распространяются в СМИ для повышения информированности населения.

### Ранжирование вузов
С 2007 года портал составляет рейтинги ВУЗов РФ, в том числе с отраслевой разбивкой, для оценки привлекательности учебных заведений с точки зрения перспектив трудоустройства его выпускников.

### Аналитика рынка труда
Портал проводит отраслевые и региональные исследования относительно зарплатных предложений, спроса на рабочую силу и тому подобное с целью получить и систематизировать статистические данные и определить тенденции рынка труда.
Начиная с 2007 года портал проводит исследования работодателей РФ для выявления наиболее востребованных специалистов на рынке труда России и помощи соискателям в выборе места работы. Аналитика публикуется в открытом доступе на сайте исследовательского центра компании. Также компания в аналитическом журнале портала «Зарплатомер» предоставляет свежую аналитику о спросе, обзоре зарплатных предложений и необходимых навыках для различных специальностей на рынке труда России.

### Онлайн-опросы и маркетинговые исследования
Отдельным направлением является проведение маркетинговых и социологических исследований в форме опросов экономически активного населения, зарегистрированных пользователей портала (соискателей и работодателей).
Тематика опросов охватывает кадровые, социальные, экономические, политические вопросы.

### Сотрудничество со СМИ
Результаты исследований портала Superjob.ru используются различными СМИ для создания материалов о рынке труда, экономических, политических и социальных вопросах.

### Критика из-за сомнений в объективности
В ноябре 2010 года заведующий отделом экономической политики «Коммерсант» Дмитрий Бутрин заявил, что на термин «социологический» в материалах, где цитируются данные Superjob.ru «накладывается запрет». Таким образом он отреагировал на объяснения политики и методик социологических исследований портала Superjob.ru, данные его представителем в Живом Журнале. Тем не менее в своем блоге Дмитрий Бутрин пояснил «никакого интердикта на Superjob.ru не наложено, но я сто раз буду уточнять формулировки». Вскоре представителями Superjob были даны разъяснения по методике проведения исследований, в результате чего Дмитрий Бутрин признал, что большая часть его скептицизма была необоснованной. В итоге стороны пришли к взаимопониманию.

## Развитие в СНГ
Портал Superjob имеет представительства в некоторых странах СНГ, в том числе на Украине, в Казахстане, Азербайджане и Узбекистане.

## Сотрудничество с госорганами
В марте 2009 года был запущен совместный проект с Министерством обороны РФ по оказанию содействия в трудоустройстве военнослужащих, увольняемых в запас из рядов вооруженных сил РФ. Аналогичные проекты были реализованы с Федеральной налоговой службой.
В декабре 2009 года портал совместно с правительством Ульяновской области создал единую интегрированную базу вакансий государственной и муниципальной службы, которая призвана решить проблемы трудоустройства госслужащих в этом регионе. В сентябре 2010 года на портале была размещена вакансия министра информационных технологий правительства Ульяновской области.
В июле 2021 года на портале была опубликована вакансия главного тренера российской сборной по футболу — после решения о расторжении контракта между Российским футбольным союзом и Станиславом Черчесовым.
В декабре 2021 года после заявления Президента РФ Владимира Путина о его готовности выступить адвокатом Деда Мороза в судебном деле против сказочного волшебника из Великого Устюга, на портале появилась вакансия помощника адвоката Деда Мороза.

## Трудоустройство на временную работу
В августе 2010 года портал запустил проект «Временная работа», который направлен на помощь в поиске работы людям, ищущим дополнительный или временный заработок, а также работодателям, осуществляющим временные проекты. Впоследствии проект был назван «Подработка».

## Критика
В 2022 году после вторжения России на Украину Superjob стал одной из основных площадок для найма военнослужащих по контракту в российскую армию. Согласно расследованию BBC, за неделю до 13 апреля 2022 года на Superjob было размещено 18,1 тысяч вакансий военнослужащих по контракту, а также имеется совместный проект Superjob и Минобороны РФ, на котором около 500 вакансий. Президент Superjob Алексей Захаров заявил, что «Министерство обороны такой же клиент SuperJob, как и любая другая организация».